# Tom Thieme
Tom Thieme (* 1978 in Karl-Marx-Stadt) ist ein deutscher Politikwissenschaftler und Extremismusforscher.

## Leben
Thieme studierte von 1998 bis 2004 Politikwissenschaft, Soziologie und Sozial- und Wirtschaftsgeographie an der Technischen Universität Chemnitz. 2007 wurde er als Stipendiat der Hanns-Seidel-Stiftung (Stationen in Chemnitz, Moskau und Berlin) mit der Dissertation Parteipolitischer Extremismus in Osteuropa zum Dr. phil. promoviert.
Danach war er wissenschaftlicher Mitarbeiter am Chemnitzer Lehrstuhl Politische Systeme, Politische Institutionen des Extremismusforschers Eckhard Jesse. Von 2007 bis 2011 war er außerdem Redaktionsassistent des Jahrbuchs Extremismus & Demokratie. 2010 wurde er Lehrbeauftragter an der TU Dresden und der Jan-Evangelista-Purkyně-Universität Ústí nad Labem. 2013 habilitierte er sich als Stipendiat der Bundesstiftung zur Aufarbeitung der SED-Diktatur im Fach Politikwissenschaft mit der Arbeit Systemwechsel in der DDR und in Ostmitteleuropa. Die Rolle der Parteieliten im Prozess der Demokratisierung im Vergleich.
Im Anschluss wurde er an der TU Chemnitz Privatdozent am Lehrstuhl Politische Systeme, Politische Institutionen, den er seit 2014 kommissarisch leitete. Seit Oktober 2017 ist Thieme Professor für Gesellschaftspolitische Bildung an der Hochschule der Sächsischen Polizei.
Seine Forschungsschwerpunkte sind Vergleichende Politikwissenschaft (Demokratie und Diktatur) sowie Parteien-, Osteuropa- und Extremismusforschung. Er publizierte mehrere Bücher, Buchbeiträge und Zeitschriftenaufsätze. 
Thieme ist u. a. Mitglied der Deutschen Gesellschaft für Osteuropakunde, der Deutschen Gesellschaft für Politikwissenschaft und der Gesellschaft für Deutschlandforschung sowie in der Vergabekommission für das Deutschlandstipendium.

## Schriften (Auswahl)
- Hammer, Sichel, Hakenkreuz. Parteipolitischer Extremismus in Osteuropa. Entstehungsbedingungen und Erscheinungsformen (= Schriftenreihe Extremismus & Demokratie. Band 16). Nomos, Baden-Baden 2007, ISBN 978-3-8329-3036-3.
- (Hrsg.) mit Eckhard Jesse: Extremismus in den EU-Staaten. VS Verlag, Wiesbaden 2011, ISBN 978-3-531-17065-7.
- (Hrsg.) mit Alexander Gallus, Thomas Schubert: Deutsche Kontroversen. Festschrift für Eckhard Jesse. Nomos, Baden-Baden 2013, ISBN 978-3-8487-0114-8.
- mit Eckhard Jesse, Thomas Schubert: Politik in Sachsen. Springer VS, Wiesbaden 2014, ISBN 978-3-531-18550-7.
- (Hrsg.): 25 Jahre Systemtransformation in Osteuropa. Bilanz und Perspektiven. Universitätsverlag Chemnitz, Chemnitz 2015, ISBN 978-3-944640-55-6.